# リップ・ヴァン・ウィンクル

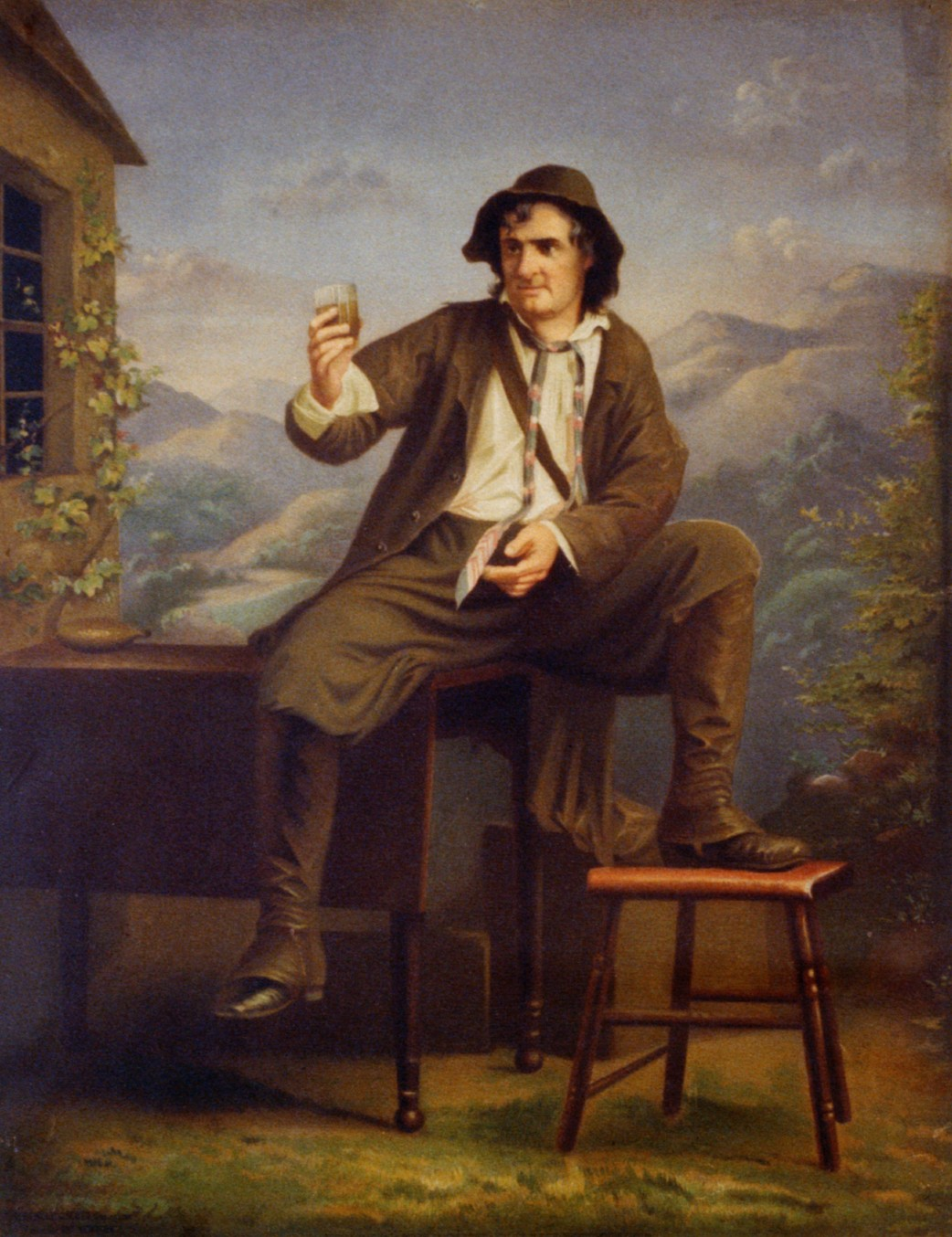
若い頃のリップを演じる若きジョゼフ・ジェファーソンを描いた油彩画

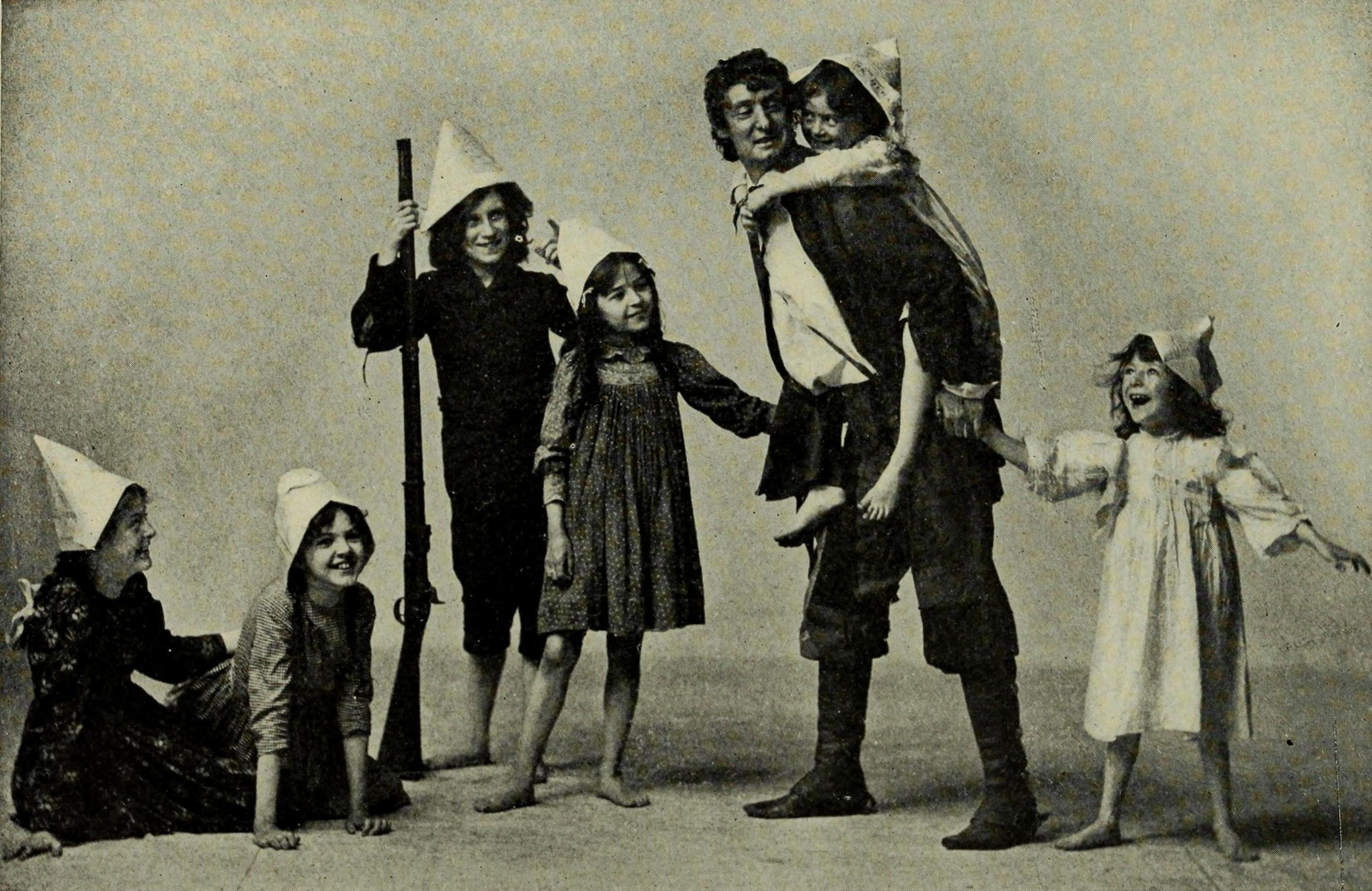
『リップ・ヴァン・ウィンクル』の舞台を演じる俳優ジョゼフ・ジェファーソンと子役達。1909年のポートレート。

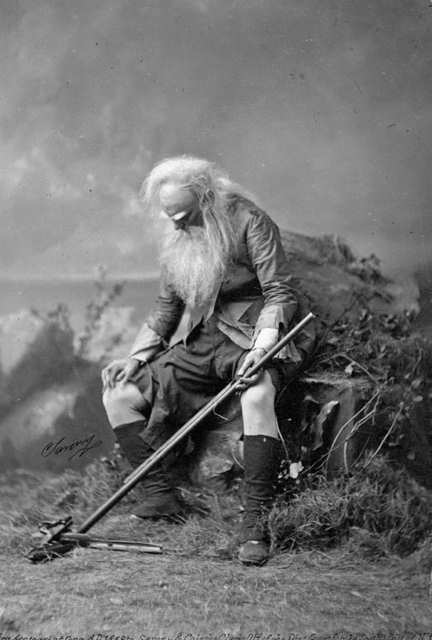
ジョゼフ・ジェファーソンが演じる老齢のリップ

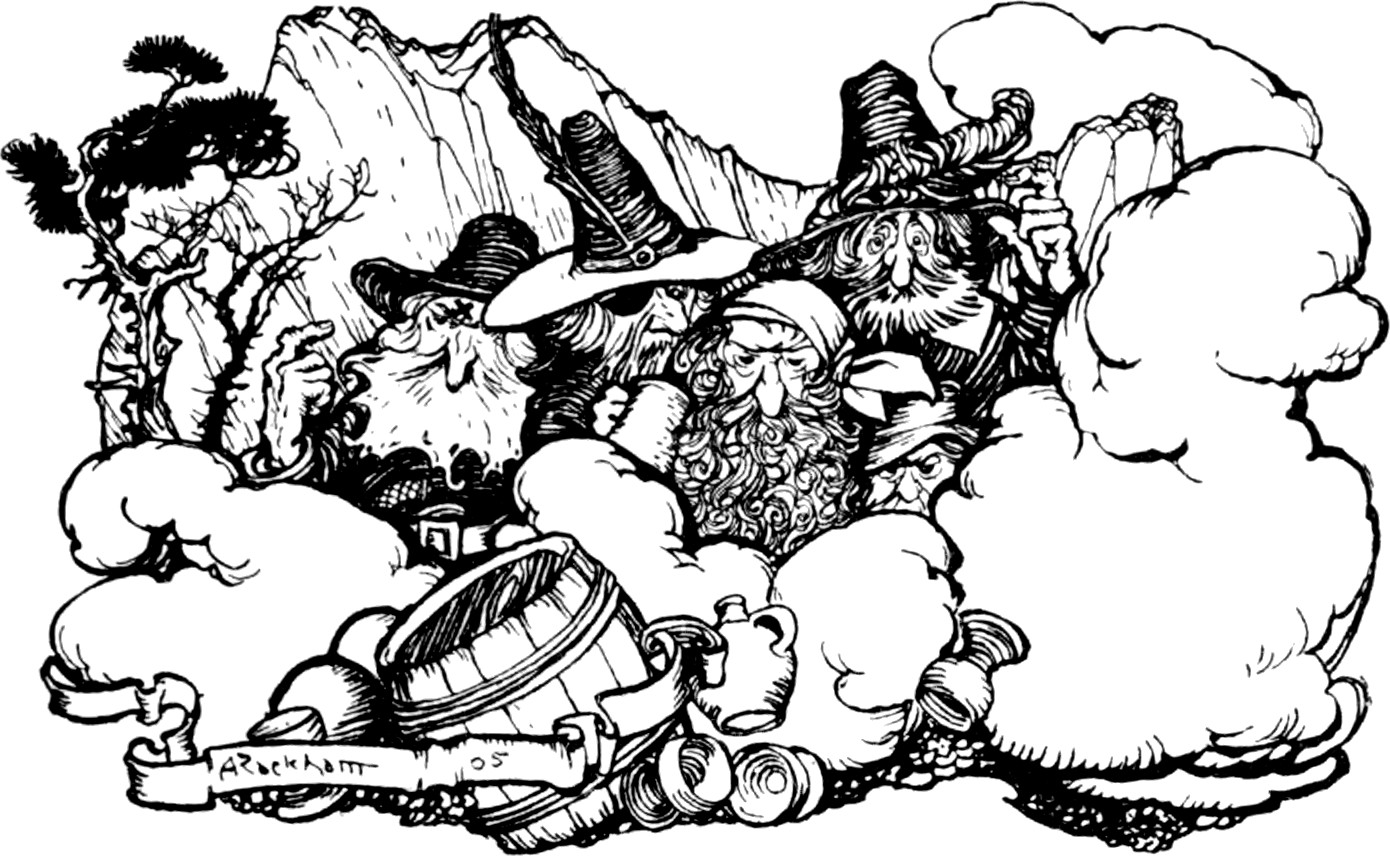
アーサー・ラッカムが自著の扉絵として描いた、山賊にも見える怪しすぎる山奥の男達。1919年発表。

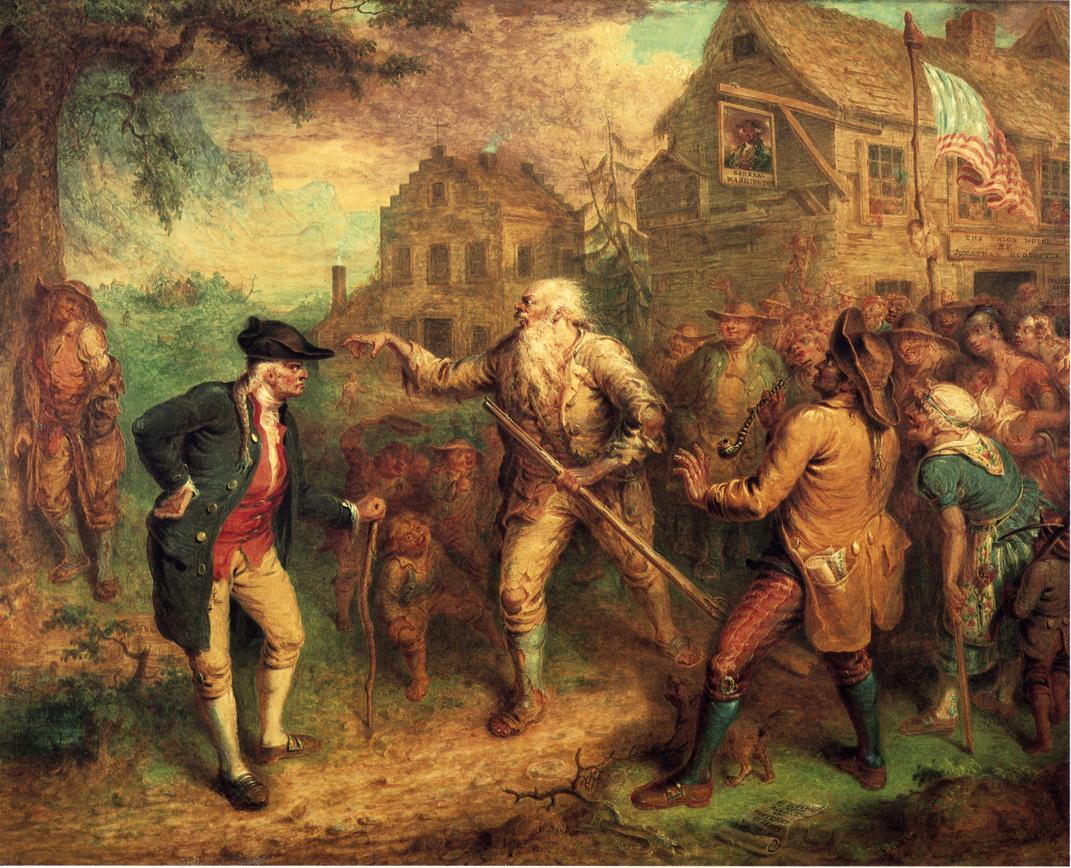
ジョン・キドール『リップ・ヴァン・ウィンクルの帰還』
1849年の油彩画。中央にいる老人が20年の眠りから醒めて町に戻ってきたリップ。右上には星条旗が見える。

『リップ・ヴァン・ウィンクル』(Rip Van Winkle ) は、アメリカの小説家ワシントン・アーヴィングによる短編小説であり、作中の主人公の名前でもある。
1819年から1820年に掛けて分冊形式で刊行されたスケッチ風物語集『スケッチ・ブック』の1冊目（1819年6月23日刊行）に所収の1篇として発表された。アメリカ最初期の短編小説の一つである。
猟に出た主人公リップが山中で奇妙なオランダ人の一団に酒をふるまわれて寝込んでしまい、目を覚まして山を下りると20年も経っていて、世の中がすっかり変わってしまっていたという話。

## 語

### 人名
Rip Van Winkle であって Rip van Winkle ではない。Rip Van Winkle はオランダ語系統の人名であり、「 Winkle の Rip 」という語義をもつ。Rip はギブンネーム（en. 個々人に授けられる固有の名前）に由来する愛称。Van Winkle は中世生まれのサーネーム（名字）Pervinkle から派生したサーネームあるいはファミリーネーム（家名）であり、van は「～の出」「～の生まれ」「～出身」などという意味で機能している。なお、van を「ヴァン」と読むのは英語であって、オランダ語発音では「ファン」に近い。本作はオランダ系アメリカ人 Rip Van Winkle のアメリカでの物語であるから『リップ・ヴァン・ウィンクル』で正しい。

### 普通名詞
アメリカ英語では "Rip Van Winkle" は「時代遅れの人」「眠ってばかりいる人」を意味する慣用句・普通名詞にもなっている。

## 概要
アーヴィングがオランダ人移民の伝説を基にして書き上げたものであり、「主人公にとってはいくらも経っていないのに、世間ではいつの間にか長い時が過ぎ去っていた」という基本的な筋の類似性から、「アメリカ版浦島太郎」と言うべきもので、「西洋浦島」とも呼ばれている。日本で初めて完全な形で翻訳したのは森鷗外で、『新世界の浦島』（通称：『新浦島』）という邦題が付けられた（1889年/明治22年。cf. 少年園）。また、当時アメリカの雑誌に『浦島太郎』の英訳を発表した片岡政行は、題名を「浦島：日本のリップ・ヴァン・ウィンクル」の意で "Urashima: A Japanese Rip Van Winkle " としている。

## 物語
アメリカ独立戦争から間もない時代。ニューヨーク州に住む呑気者の樵（きこり）リップ・ヴァン・ウィンクルは口やかましい妻にいつもガミガミ怒鳴られながらも、周りのハドソン川とキャッツキル山地の自然を愛していた。ある日、愛犬を連れて猟に出ていったが、深い森の奥のほうへ入り込んでしまった。すると、リップの名を呼ぶ声が聞こえてきた。彼の名を呼んでいたのは見知らぬ年老いた男であった。その男についていくと山奥の広場のような場所にたどり着いた。そこでは不思議な男達が九柱戯（ボウリングの原型のような玉転がしの遊び）に興じていた。リップは彼らにまじって愉快に酒盛りを始めたが、やがて酔っ払ってぐっすり眠り込んでしまった。
その後、リップは目醒め、山からは迷わず下りることができたが、しかし、奇妙なことに町はすっかり様変わりしてしまっていた。親友はみな年を取るか、亡くなってしまい、アメリカは独立国になっていた。そして、妻はと言えばすでに亡くなっており、恐妻から解放されたことを知る。彼が一眠りしているうちに世間では20年もの年月が過ぎ去ってしまっていたのであった。

## 原著
本作は原著『スケッチ・ブック』に所収されている一篇ということで、「スケッチ・ブック (アーヴィング)#原著」を参照のこと。本作は逸早く1819年6月23日にニューヨーク市で刊行されたアメリカ版 5篇の中の1篇である。

## 翻訳書
ここでいう翻訳書とは、本作を所収する『スケッチ・ブック』の翻訳書（※『スケッチ・ブック (アーヴィング)#翻訳書』を含む）以外で本作を翻訳した書籍を指す。本作単独の翻訳書、同じく代表作である『スリーピー・ホロウの伝説』/『スリーピー・ホローの伝説』と本作を一冊に纏めた翻訳書、本作を含む様々な外国語書籍の名作を編纂した翻訳書などがこれに該当する。現在までに数多くの翻訳書が出版されてきており、全てを把握するのは難しい。
- 「少年園 1889年5月号」『少年園』、少年園、1889年。

『少年園』は同名の出版社が刊行していた雑誌である。イギリスの児童雑誌の影響を強く受けて1888年（明治21年）に創刊された児童雑誌で、読み物を主として掲載する雑誌のはしり、日本初の本格的児童雑誌、少年雑誌隆盛のきっかけといわれている。森鷗外の『新世界の浦島』は1889年（明治22年）の5月号にて発表された。それ以前にも『リップ・ヴァン・ウィンクル』の翻訳書はあるものの、学術的姿勢をもってなされた翻訳と言うより多分に解釈書あるいは紹介する読み物であり、本格的翻訳による文献としては『新世界の浦島』が日本で最初のものである。
- ワシントン・アーヴィング 著、森鴎外 訳『新世界の浦島』。

- ワシントン・アーヴィング 著、齊藤昇（翻訳、編集） 編『リップとイカボッドの物語: 「リップ・ヴァン・ウィンクル」と「スリーピー・ホローの伝説」』三元社、2019年6月20日、157頁。

ISBN 4-88303-486-0、ISBN 978-4-88303-486-4、NCID BB28627271、OCLC 1108222085、国立国会図書館書誌ID:029721006。

## 関連事象

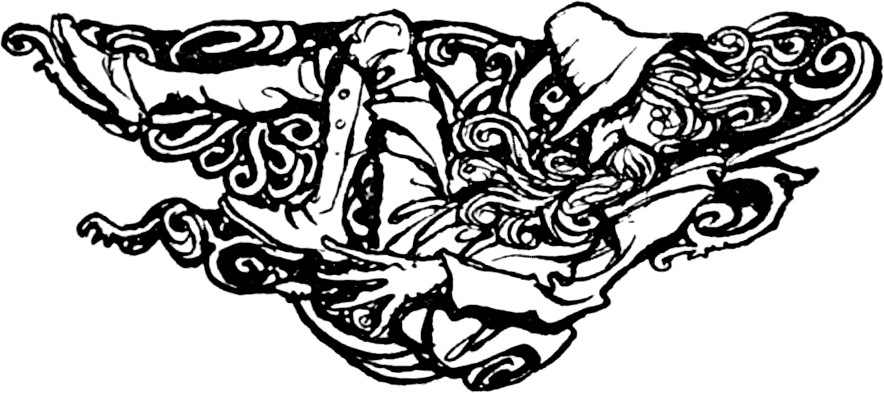
ラッカムが扉絵として描いた老齢のリップ

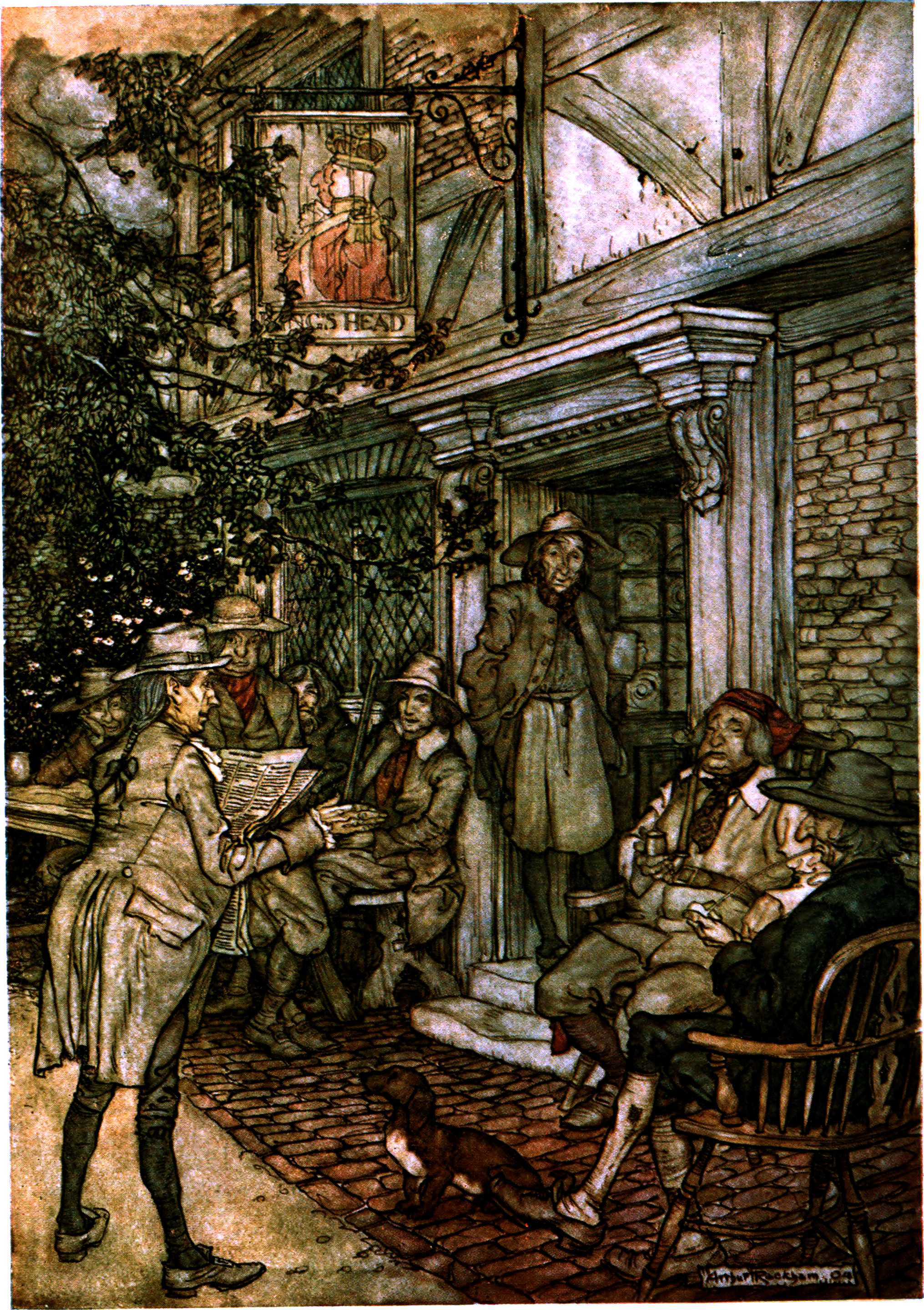
1919年刊行の本作において挿絵画家アーサー・ラッカムが描いた一場面。水彩画。

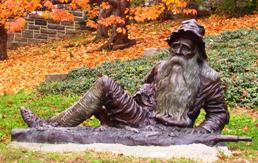
アーヴィングが晩年を過ごしたニューヨーク州アーヴィントン (Irvington) にあるリップ・ヴァン・ウィンクルの銅像

ここでは、本作と直接的に関連する作品やその他の事象について解説する。直接的でないものについては「影響を受けた事象」節を参照のこと。

### 書籍
- 挿絵画家として世界的に著名なアーサー・ラッカムは本作のために数多くの美麗な挿絵を描き、合作的一冊に仕上げ、アーヴィングの没後60年にあたる1919年に出版した。扉絵などには老齢のリップ（■）や愛犬や酒を勧めてきた怪しい男達（■）が図案化されている。
  - Irving, Washington; Rackham, Arthur (illustrated) (26 May 2020) [1919] (English). Rip Van Winkle by Washington Irving: Illustrator: Arthur Rackham. Independent Publisher Book Awards.
    - Paperback ed.: pp. 52. ASIN B0896Q37YB. / Kindle ed.: pp. 44. ASIN B00AR27VIA.
    - 和訳書：ワシントン・アーヴィング、アーサー・ラッカム（絵） 著、高橋康也・高橋迪  訳『リップ・ヴァン・ウィンクル』新書館、1981年1月11日（原著1919年）、73頁。

ISBN 4-403-01015-6、ISBN 978-4-403-01015-6、NCID BN07222786。

### 詩歌
ジョージ・W・メルヴィル（アメリカの海軍技術家で、北極探検家、作家 ）やハート・クレインなどの詩に詠われている。

### 演劇
アメリカ人俳優ジョゼフ・ジェファーソン（1829-1905年）は、舞台俳優で映画俳優であるが、リップ・ヴァン・ウィンクルを数多く演じたことで知られている。舞台では40年以上、サイレント映画でも幾度となく演じた。

### 映像
1987年にアメリカで放送されたテレビドラマ『フェアリーテール・シアター』は、シーズン6の第1話「リップ・ヴァン・ウィンクル」（1987年放映）で本作を映像化している。監督はフランシス・フォード・コッポラ、リップ役はハリー・ディーン・スタントンが演じた。

## 影響を受けた事象
ここでは、本作をモチーフにしているなど何らかの影響を受けてはいるものの、直接的に関連するわけではない作品やその他の事象について解説する。
- 日本の映画『野獣死すべし』（1980年公開）では、終盤で『リップ・ヴァン・ウィンクル』について触れるシーンがある。
- PlayStation用ゲームソフト『トワイライトシンドローム 究明編』（1998年発売）は、『リップ・ヴァン・ウィンクル』について「第五の噂 雛代の杜」のなかで触れている。
- 日本の映画『リップヴァンウィンクルの花嫁』は、2016年（平成28年）に公開された岩井俊二の作品で、主演は黒木華が務めている[18]。2018年（平成30年）に小説化[19]。ただ、タイトルに反して内容は特に『リップ・ヴァン・ウィンクル』と強く関連付けられているわけではない[19][18]。仕事も婚約者も失った女性主人公の七海（演：黒木華）が酒を口にするたび、彼女の世界が少しずつ変わってゆく[19][18]。